# Anna Louisa Geertruida Bosboom-Toussaint
Anna Louisa Geertruida Bosboom-Toussaint, född 16 september 1812 i Alkmaar, död 13 april 1886 i Haag, var en holländsk författare. Hon var gift med konstnären Johannes Bosboom.
Bosboom-Toussaint var en djupt religiös person med utpräglat protestantiska värderingar. Under inflytande av Walter Scott skrev hon historiska romaner, såsom Het huis Lauernesse (1840), och främst den så kallade Leycestercykeln, omfattande tre romaner 1846–1855. Flera av hennes romaner är översatta till svenska.

## Böcker på svenska
- Major Frans (översättning M. A. Goldschmidt, Looström, 1876)
- Major Frans (översättning Signild Wejdling, Nya Dagligt Allehanda, 1904)
- Hon - eller ingen (översättning A. Berg (dvs. Adil Bergström), Holmquist, 1916)